# Ruta Estatal de Nevada 447
La Ruta Estatal de Nevada 447, y abreviada SR 447 (en inglés: Nevada State Route 447) es una carretera estatal estadounidense ubicada en el estado de Nevada. La carretera inicia en el Oeste desde la SR 427     en Wadsworth hacia el Este en la CR 447     en Gerlach. La carretera tiene una longitud de 120,1 km (74.645 mi).

## Mantenimiento
Al igual que las autopistas interestatales, y las rutas federales y el resto de carreteras estatales, la Ruta Estatal de Nevada 447 es administrada y mantenida por el Departamento de Transporte de Nevada por sus siglas en inglés Nevada DOT.

## Cruces
La Ruta Estatal de Nevada 447 es atravesada principalmente por la  SR 446     en Nixon.